# José Vieira da Silva

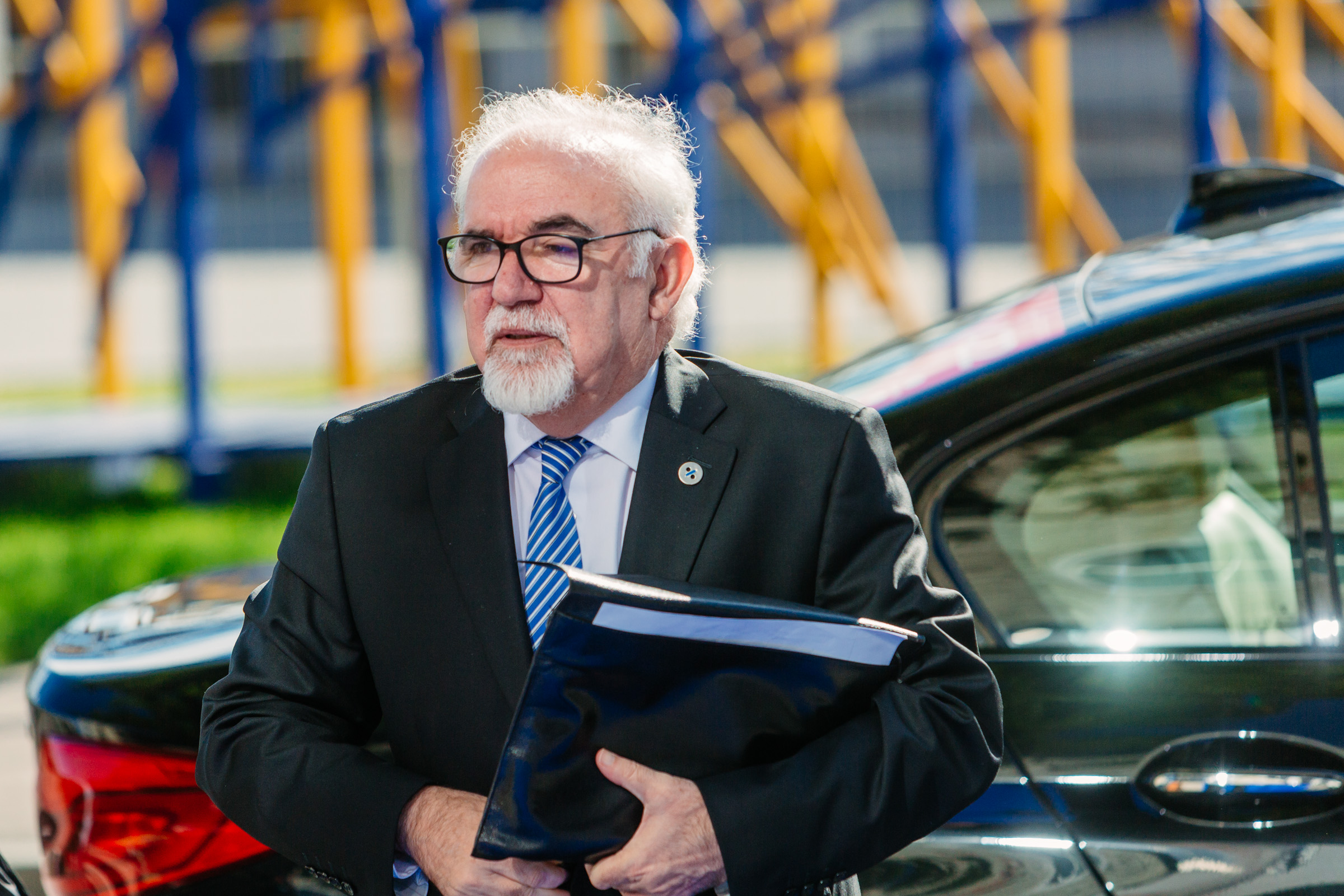
José Vieira da Silva (2017)

José António Fonseca Vieira da Silva (* 14. Februar 1953 in Marinha Grande) ist ein portugiesischer Wirtschaftswissenschaftler und Politiker. Ab 2005 bis 2011 hatte er das Amt des Arbeitsministers im Kabinett Sócrates I und II inne. Dieses Ministerium leitete er auch im Kabinett Costa I ab dem 26. November 2015.

## Leben
Vieira da Silva schloss sein Studium der Wirtschaftswissenschaften an der Hochschule für Wirtschaft und Verwaltung der Technischen Universität Lissabon mit der üblichen Lizenziatur (Licenciatura) ab. Darauf arbeitete er als wissenschaftlicher Mitarbeiter an der Hochschule für Arbeitswissenschaften (Instituto Superior de Ciências do Trabalho e da Empresa), wo er unter anderem für den Bereich portugiesische Wirtschaft und portugiesische Wirtschaftspolitik verantwortlich war.
Kurz darauf war er bereits im portugiesischen Sozialministerium tätig, sowohl als Berater als auch später als Leiter der Abteilung für Statistik, Studien und Planungen des Ministeriums für Solidarität und soziale Sicherheit. Zwischenzeitlich übernahm Vieira da Silva auch die Koordination des „Nationalen Arbeitsplans“ (Plano Nacional de Emprego).
Seine erste politische Tätigkeit übte er zwischen dem 28. Oktober 1999 und dem 10. März 2001 im Kabinett Guterres II aus, er war dort als Staatssekretär für Soziale Sicherheit tätig, wechselte jedoch nach einer Kabinettsumbildung im März 2001 ins Ministerium für öffentliche Bauten. In der neunten Legislaturperiode (2002–2005) war er Abgeordneter des portugiesischen Parlaments für den Wahlbezirk Braga, in dieser Zeit war er unter anderem Vorsitzender des Ausschusses für Arbeit und soziale Angelegenheiten. In der zehnten Legislaturperiode (ab 2005), also nach den portugiesischen Parlamentswahlen 2005, bei denen die portugiesischen Sozialisten erstmals eine absolute Mehrheit errangen, berief der neue Premierminister José Sócrates Vieira da Silva als neuen Minister für Arbeit und soziale Solidarität. Seine Hauptaufgabe bestand und besteht darin gemeinsam mit Wirtschaftsminister Manuel Pinho und Finanzminister Fernando Teixeira dos Santos die portugiesische Wirtschaft und den Arbeitsmarkt zu sanieren, da nach der weltweiten Rezession 2002 die Arbeitslosenzahlen besonders stark angestiegen waren.

## Privat
José Vieira da Silva ist verheiratet und hat zwei Kinder.